# Liste von Persönlichkeiten der Stadt Donezk
Die folgende Liste enthält Personen, die in Donezk geboren wurden sowie solche, die zeitweise dort gelebt und gewirkt haben, jeweils chronologisch aufgelistet nach dem Geburtsjahr. Die Liste erhebt keinen Anspruch auf Vollständigkeit.

## In Donezk geborene Persönlichkeiten

### Bis 1900
- Zalman Aran (1899–1970), israelischer Politiker

### 1901 bis 1950
- Viktor Müller (1913–1967), deutscher Unternehmer und Spielautomatenerfinder
- Jewgeni Chaldei (1917–1997), Fotograf
- Jakow Gegusin (1918–1987), Physiker
- Wolodymyr Hussjew (1927–2014), ukrainisch-sowjetischer Politiker
- Emma Andijewska (* 1931), ukrainische Dichterin, Schriftstellerin und Malerin
- Anatoli Solowjanenko (1932–1999), Opernsänger
- Juchym Swjahilskyj (1933–2021), ukrainischer Politiker
- Wiktor Kompanijez (* 1937), Diskuswerfer
- Anatoli Fomenko (* 1945), russischer Mathematiker und Dozent an der Lomonossow-Universität in Moskau
- Wolodymyr Rybak (* 1946), ukrainischer Politiker
- Natan Scharanski (* 1948), sowjetischer Dissident und Autor
- Pavel Gililov (* 1950), russischer Pianist
- Wiktor Swjahynzew (1950–2022), Fußballspieler und -schiedsrichter

### 1951 bis 1975
- Waleri Draganow (* 1951), russischer Politiker, Geschäftsmann und Abgeordneter der russischen Staatsduma
- Walerij Pidluschnyj (1952–2021), sowjetischer Weitspringer
- Petro Symonenko (* 1952), Erster Sekretär der Kommunistischen Partei der Ukraine
- Wladislaw Sasypko (* 1953), sowjetischer Boxer
- Wiktor Iwanow (1956–2007), sowjetischer Boxer
- Wiktor Jewsjukow (* 1956), kasachischer Leichtathlet
- Ilja Mate (* 1956), sowjetischer Ringer
- Heinrich Martens (* 1956), russlanddeutscher Kulturaktivist
- Oleksandr Prohnimak (* 1958), Politiker und Geschäftsmann
- Wiktor Tschanow (1959–2017), Fußballtorwart
- Maryna Zwihun (* 1960), ukrainische Journalistin und ehemalige religiöse Führerin
- Alexander Jagubkin (1961–2013), russischer Boxer
- Andrij Kljujew (* 1964), Politiker
- Rinat Achmetow (* 1966), Unternehmer und Dollar-Milliardär
- Renat Kusmin (* 1967), Jurist
- Jurij Suchorukow (* 1968), Sportschütze
- Serhij Kljujew (* 1969), Manager und Politiker
- Alexander Lebsjak (* 1969), russischer Boxer
- Witali Parachnewitsch (* 1969), sowjetisch-tadschikischer Fußballspieler
- Wolodymyr Rafejenko (* 1969), Schriftsteller, Literaturkritiker und Filmkritiker
- Wolodymyr Rybak (1971–2014), Lokalpolitiker
- Serhij Schtscherbakow (* 1971), Fußballspieler
- Georg Jablukov (* 1972), deutscher Eishockeyschiedsrichter
- Andrij Purhin (* 1972), Separatist
- Alexei Borodin (* 1975), russischer Mathematiker

### Ab 1976
- Serhij Arbusow (* 1976), Geschäftsmann, Ökonom und Politiker
- Alexander Sachartschenko (1976–2018), ab 2014 Ministerpräsident der nicht anerkannten Volksrepublik Donezk
- Serhij Tschernjawskyj (* 1976), Radsportler
- Oleg Twerdowski (* 1976), russisch-ukrainischer Eishockeyspieler
- Said Ismagilov (* 1978), islamischer Geistlicher und Politiker
- Denys Jurtschenko (* 1978), Stabhochspringer
- Jewhen Miroschnytschenko (* 1978), Schachspieler
- Lilija Podkopajewa (* 1978), Kunstturnerin
- Andrij Worobej (* 1978), Fußballspieler
- Denys Ljaschko (* 1980), Fußballspieler
- Oleksij Bjelik (* 1981), Fußballspieler
- Wolodymyr Sjuskow (* 1981), Weitspringer
- Julija Bejhelsymer (* 1983), Tennisspielerin
- Anastassyja Krawtschenko (* 1983), Tänzerin und Tanzsporttrainerin
- Olha Saladucha (* 1983), Dreispringerin
- Ija Kiwa (* 1984), Dichterin, Übersetzerin, Journalistin und Kritikerin
- Oleksij Petscherow (* 1985), Basketballspieler
- Anna Korsun (* 1986), Musikerin
- Daryna Prystupa (* 1987), Sprinterin
- Olha Sawtschuk (* 1987), Tennisspielerin
- Kseniya Fuchs (* 1988), Schriftstellerin und Journalistin
- Stanislaw Assjejew (* 1989), Journalist und Schriftsteller
- Oleksandr Martynenko (* 1989), Bahn- und Straßenradrennfahrer
- Dani Schahin (* 1989), deutscher Fußballspieler
- Julia Glushko (* 1990), israelische Tennisspielerin
- Walerija Kononenko (* 1990), Radrennfahrerin
- Bohdan Butko (* 1991), Fußballspieler
- Wladyslaw Kulatsch (* 1993), Fußballspieler
- Oleh Wernjajew (* 1993), Kunstturner
- Anna Gruwer (* 1996), Schriftstellerin und Übersetzerin
- Mark Padun (* 1996), Radrennfahrer
- Marina Goljadkina (* 1997), russische Synchronschwimmerin
- Andrij Kljestow (* 1997), Billardspieler
- Oleksandr Pikhalyonok (* 1997), Fußballspieler
- Natalija Pyroschenko-Tschornomas (* 1997), Leichtathletin
- Alina Schynkarenko (* 1998), Synchronschwimmerin
- Juchym Konoplja (* 1999), Fußballspieler
- Mykyta Maschtakow (* 1999), Tennisspieler
- Issuf Sanon (* 1999), Basketballspieler

Denkmal für John Hughes in Donezk

- Maksym Talowjerow (* 2000), Fußballspieler
- Anatolij Trubin (* 2001), Fußballtorwart
- Wladyslaw Buchow (* 2002), Schwimmer
- Mark Mampassi (* 2003), Fußballspieler

## Ehrenbürger
- Mircea Lucescu (* 1945), rumänischer Fußballtrainer

## Personen mit Bezug zu Donezk
- John Hughes (1815–1889), Geschäftsmann und Gründer der ersten Fabrik in Donezk
- Witalij Staruchin (1949–2000), Fußballer; Spieler und Trainer bei Schachtar Donezk
- Serhij Bubka (* 1963), ukrainischer Stabhochspringer